# لن هو
لن هو (دانمارکی: Lene Hau؛ زاده ۱۳ نوامبر ۱۹۵۹) یک فیزیک‌دان اهل دانمارک است.